# Comité national du Kivu
Le Comité national du Kivu (CNKI) est une compagnie privée chargée de l'exploitation  de la province du Kivu, à l'est de la République démocratique du Congo, à l'époque du Congo belge. Il est formé par décret du 13 janvier 1928. Le ministre belge des colonies Henri Jaspar intervient dans sa création.
L'objectif de la création du comité était de mettre en valeur des terres agricoles pour y attirer les colons. Le comité devait créer toutes les structures nécessaires à la colonisation Il est à l'origine de la création des chemins de fer du Kivu.

## Léon Helbig de Balzac
Léon Helbig de Balzac (1892-1977) fut le Président du Comité national du Kivu (CNKI) de 1934 à 1959. Face à un programme démesuré en regard des moyens financiers accordés, Helbig de Balzac procéda à la réorganisation du CNKI et, dès 1935, il le fit décharger de certaines obligations, par exemple, la création de routes et du chemin de fer qui incombait normalement à l'Etat. Sous sa direction, le CNKI créé des filiales, notamment la Société immobilière du Kivu (SIMAK), et la Société auxiliaire agricole du Kivu, la (SAAK).